# Schoßkelle
Der Begriff Schoßkelle bezeichnet eine Abteilung für Gepäck oder auch einen bestimmten Sitz an oder in Pferdefuhrwerken.
Schoßkelle konnten sowohl durch Gitterwerk oder Korbgeflecht abgeteilte Vertiefungen an Fuhrwerken als auch abschließbare Kofferräume an Postkutschen genannt werden. Mitunter wurde das Wort offenbar auch zur Bezeichnung des Bremsersitzes von Eisenbahnen verwendet.

## Etymologie
Adelung mutmaßt, dass der erste Teil des Wortes entweder von Schoß im Sinne eines Hohlraums oder von Schießen im Sinne von Werfen abzuleiten ist, da das Gepäck ja in die Schoßkelle „geschossen“ werde. Der zweite Teil bedeute einfach „hohler vertiefter Raum“. Krünitz ergänzt, dass auch der hintere Sitz von Kaleschen als Schoßkelle bezeichnet wird.

## Literarische Zeugnisse
In Christian Reuters „Schelmuffsky“, Kapitel 8, muss der Ich-Erzähler in der Schoßkelle sitzen und kutschieren.
Karl Philipp Moritz berichtet in seinen „Reisen eines Deutschen in England im Jahre 1782“, er sei einmal von einem lebensgefährlichen Sitz auf einer Postkutsche in die Schoßkelle geklettert, um wenigstens nicht von der Kutsche zu stürzen, aber dann von den gerüttelten Gepäckstücken fast erdrückt worden.
In Theodor Fontanes Roman Graf Petöfy wird eine Schoßkelle erwähnt, die an Ketten offenbar unter einem Zirkuswagen befestigt und groß genug für eine ganze Hundefamilie ist; von einhängbaren Schoßkellen wird auch anderenorts berichtet.